# لوري دارسي
لوري دارسي (بالإنجليزية: Laurie D'Arcy)‏ هو عداء سريع نيوزيلندي، ولد في 3 مارس 1947 في تيمارو ‏ في نيوزيلندا.

## وصلات خارجية
- لوري دارسي على موقع أوليمبيديا (الإنجليزية)